# Alain Moussi
Alain Moussi (Libreville, 1981. március 29. –) kanadai színész, kaszkadőr és harcművész.
Ő játszotta Kurt Sloane szerepét a Kickboxer-sorozat remake-filmjeiben: Kickboxer: A bosszú ereje (2016) és Kickboxer: Megtorlás (2018). Charlie Nasht alakította a Street Fighter: Resurrection (2016) websorozatban és Batmant a Titánok televíziós sorozat első évadjában (2018).
Kaszkadőrként olyan filmekben dolgozott, mint az X-Men: Az eljövendő múlt napjai és a Veszélyzóna. Képzett dzsúdzsucu, kick-box, karate és MMA harcművész. A kaszkadőri és a színészeti munkák mellett Moussi a K2 Martial Arts (korábban NX Martial Arts and Fitness) tulajdonosa és üzemeltetője a kanadai Ontarióban.

## Élete és pályafutása
Harcművészeti edzéseit a dzsúdzsucu stílussal kezdte meg a kanadai harcművészeti legenda, John Therien irányítása alatt, emellett edzett a legendás kick-box bajnokkal, Jean-Yves Theriault-val. Carlos Machado brazil harcostól dzsúdzsucút tanult, kiérdemelve a fekete övet.
Kaszkadőrként kezdte filmes pályafutását, a korábbi harcművészeti világbajnok, Jean Frenette segítségével, aki azóta mint filmes kaszkadőr-koordinátor ismert. Első munkájaként Henry Cavill dublőre volt a Halhatatlanok című filmben. Dublőre volt Travis Fimmelnek a Warcraft: A kezdetek, Hugh Jackmannek az X-Men: Apokalipszis és Jai Courtneynek a Suicide Squad – Öngyilkos osztag című filmekben.
A 2014-es cannes-i fesztiválon bejelentették, hogy Moussi első főszerepét az 1989-es Kickboxer – Vérbosszú Bangkokban című harcművészeti film remake-jében kapja meg, az eredeti mű főszereplője Jean-Claude Van Damme volt. A Kickboxer: A bosszú ereje című filmben Moussi a fiatal harcművész Kurt Sloane-t alakítja, aki bátyja halálának megbosszulása céljából tökéletesíti harci tudását. Van Damme maga helyettesítette a távozó Tony Jaa-t, mint Kurt tanítója, Durand mester. A film vegyes értékeléseket kapott, ennek ellenére 2017-ben kiadták a folytatását Kickboxer: Megtorlás címmel és egy harmadik részt is terveznek. Moussi régi barátja, Jean-Francois LaChappelle a második részben harci koreográfusként is közreműködött.
Moussi Charlie Nash szerepét kapta meg a Street Fighter: Resurrection websorozatban.

## Filmográfia
| Év   | Cím (Eredeti cím)                                | Szerep                 | Magyar hang    | Megjegyzés              |
| ---- | ------------------------------------------------ | ---------------------- | -------------- | ----------------------- |
| 2023 | Gyilkosok gyöngye (King of Killers)              | Marcus Garan           | Varga Gábor    |                         |
| 2021 | Senki (Nobody)                                   | rosszfiú a buszon      | Nem szólal meg |                         |
| 2020 | Jiu Jitsu – Harc a Földért (Jiu Jitsu)           | Jake Barnes            | Szabó Máté     |                         |
| 2019 | V-Wars – Vérháború (V-Wars)                      | Gardener               | –              | televíziós sorozat      |
| 2019 | Amerikai istenek (American Gods)                 | Mr. Town ügynöke       | –              | televíziós sorozat      |
| 2018 | Titánok (Titans)                                 | Batman                 | –              | televíziós sorozat      |
| 2018 | Kickboxer: Megtorlás (Kickboxer: Retaliation)    | Kurt Sloane            | Szabó Máté     |                         |
| 2017 | (Kill Order)                                     | Williams kapitány      |                |                         |
| 2016 | Kickboxer: A bosszú ereje (Kickboxer: Vengeance) | Kurt Sloane            | Szabó Máté     |                         |
| 2016 | (Only I...)                                      | Orion edzőpartnere     |                |                         |
| 2016 | (Street Fighter: Resurrection)                   | Charlie Nash           |                | televíziós sorozat      |
| 2014 | (Wings of the Dragon)                            | Rene Fabre             |                |                         |
| 2014 | Pompeji (Pompeji)                                | Kelta gladiátor        |                | stáblistán nem szerepel |
| 2014 | Farkasok (Wolves)                                | Dobie                  |                |                         |
| 2014 | Being Human – Emberbőrben (Being Human)          | bunyós vérfarkas       |                | televíziós sorozat      |
| 2013 | Az elnök végveszélyben (White House Down)        | Reid ügynök partnere   |                | stáblistán nem szerepel |
| 2013 | (A Sister's Revenge )                            | látogató               |                | stáblistán nem szerepel |
| 2012 | A szállító (Transporter: The Series)             | Tungsten biztonsági őr |                | televíziós sorozat      |
| 2011 | A végzet napja (The Day)                         | túlélő                 |                |                         |
| 2010 | A csalétek (L'appât)                             | testőr                 |                |                         |
| 2005 | (NX Files: Discover the Secret)                  | Spike / Ronin          |                |                         |